# Rifugio Valparola

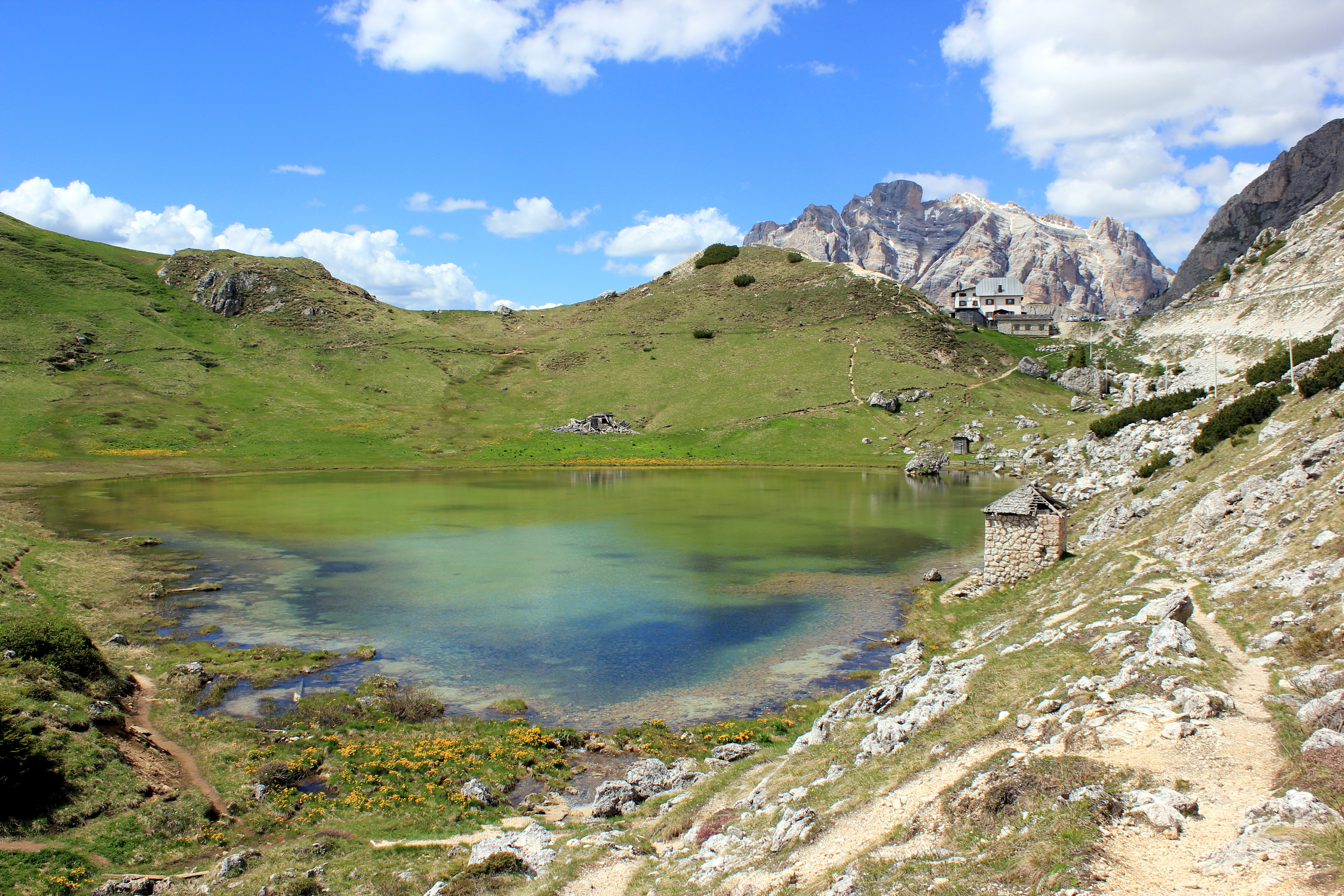
Lago di Valparola; sullo sfondo sulla destra, il rifugio.

Il Rifugio Passo Valparola si trova a 2168 m s.l.m a breve distanza dal lago di Valparola, sulla sommità del Passo di Valparola, al confine tra l’Agordino e la Val Badia.
Il rifugio è in grado di ospitare 24 persone.
A poca distanza dal rifugio si trova il Forte Tre Sassi, antico forte austriaco dismesso e trasformato in un museo sulla prima guerra mondiale.